# Cavolo di Bruxelles
Il cavolo di Bruxelles è una cultivar di Brassica oleracea. La parte commestibile è costituita dai germogli ascellari della pianta, i cavolini, cavoletti o cavolucci di Bruxelles.
Questa cultivar è nota anche come Brassica oleracea var. gemmifera DC., nome ritenuto sinonimo di Brassica oleracea.

## Caratteristiche

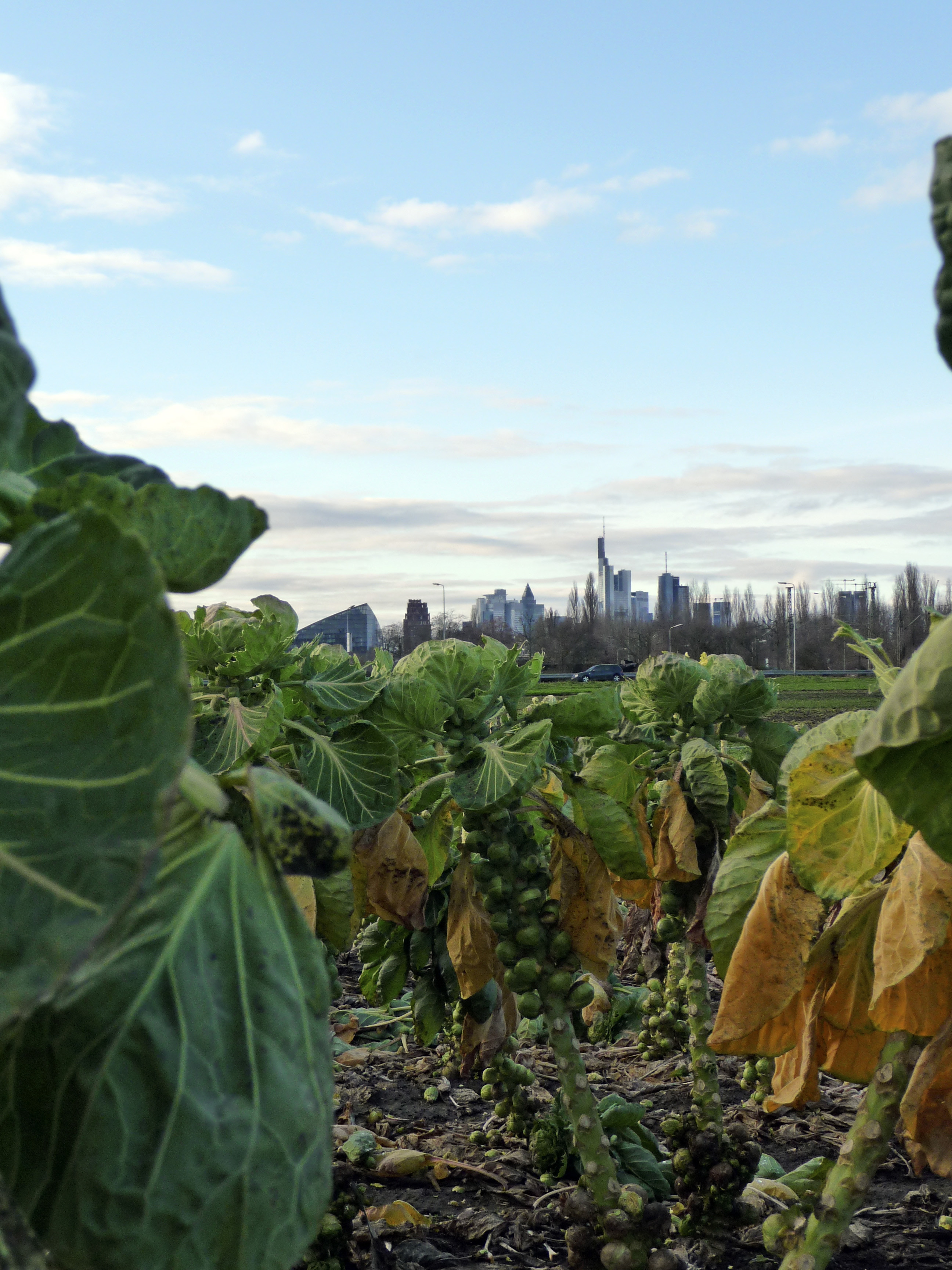
Piante di cavolo di Bruxelles con i germogli lungo il fusto (Francoforte)

I germogli ascellari, di forma globulare, crescono alla base delle foglie principali e sono costituiti da foglioline embricate (l'una che copre una o due sottostanti, come i carciofi). Il portamento di questa pianta ricorda il cavolo nero toscano e la coltura è molto simile.

## Diffusione
Per crescere, la pianta predilige un clima fresco, tipico del nord Europa. È però sensibile alle temperature troppo basse, oltre che al caldo eccessivo.

## Utilizzo
I cavolini vengono consumati cotti al vapore e poi spalmati con un po' di burro. A volte viene aggiunto del limone.